# A. R. Rahman
Allah Rakha Rahman (tamilisch: ஏ. ஆர். ரஹ்மான்; * 6. Januar 1966 in Madras, heute Chennai) ist ein indischer Komponist und Sänger. Er schreibt Film- und Unterhaltungsmusik.

## Leben
In Indien ist er ein großer Star und seine Konzerte sind sehr gut besucht. Besonders bekannte Lieder sind die, die er zu Hindi-Filmen und tamilischen Filmen komponiert hat.
Er schuf die Musik zum Musical Bombay Dreams und arbeitete dabei mit dem englischen Texter Don Black zusammen. Es fand in London großen Anklang, lief aber schon 2005 aus. Am Broadway wurde es nach dem Londoner Erfolg ebenfalls aufgeführt.
A. R. Rahman wurde als Hindu geboren und konvertierte 1989 zum Islam. Dabei änderte er seinen Namen A. S. Dileep Kumar in A. R. Rahman.
Für die in Neu-Delhi stattfindenden Commonwealth Games 2010 komponierte A. R. Rahman den offiziellen Song Jiyo Utho Bado Jeeto.

## Auszeichnungen
A. R. Rahman ist jeweils mehrfacher Preisträger des National Film Award, des Filmfare Awards South, Filmfare Award, Star Screen Award, Zee Cine Award und des IIFA Award. Für die Filmmusik zur internationalen Koproduktion Slumdog Millionär gewann er 2009 den Golden Globe Award, den British Academy Film Award sowie je zwei Oscars und zwei Grammys für die beste Filmmusik und den besten Filmsong (gemeinsam mit Gulzar für Jai Ho). Nach dem großen Erfolg des Films stiegen sowohl sein Filmsoundtrack als auch mehrere Songs daraus in die Charts ein.
2010 wurde er mit einem Padma Bhushan geehrt. Ein Jahr später erhielt Rahman erneut eine Golden-Globe- und zwei Oscar-Nominierungen für die Filmmusik sowie den Song If I Rise zu Danny Boyles Drama 127 Hours (2010).
2011 verlieh das Weltwirtschaftsforum in Davos Rahman zusammen mit Robert De Niro und José Carreras den Kristallpreis für ihren „kreativen Einsatz auf die Herausforderungen der Welt“. Rahman wurde vor allem aufgrund seines Engagements für hungernde und unterprivilegierte Kinder, die er mithilfe der A-R-Rahman-Stiftung unterstützt, geehrt.

## Werke (Auswahl)

### Filmografie
- 1992: Roja
- 1993: Kizhakku Cheemayile
- 1993: Thiruda Thiruda
- 1993: Gentleman
- 1994: Karuththamma
- 1995: Bombay
- 1995: Rangeela
- 1995: Kadhalan
- 1995: Priyanka
- 1996: Duniya Dilwalon Ki
- 1996: Indian
- 1996: Fire – Wenn Liebe Feuer fängt (Fire)
- 1997: Minsara Kanavu
- 1998: Von ganzem Herzen (Dil Se)
- 1998: Jeans
- 1998: Daud
- 1998: Kabhi Na Kabhi
- 1998: Doli Saja Ke Rakhna
- 1999: Earth 1947
- 1999: Taal
- 1999: Thakshak
- 1999: Tajhmahal
- 1999: Mein Herz kommt per E-Mail (Kadhalar Dhinam / Dil Hi Dil Mein)
- 2000: Zubeidaa
- 2000: Alaipayuthey
- 2000: Fiza
- 2000: Dil Hi Dil Mein
- 2000: Pukar
- 2001: Der Babysitter-Cop – One 2 Ka 4 (One 2 Ka 4)
- 2001: Lagaan – Es war einmal in Indien (Lagaan-Once upon a Time in India)
- 2001: Nayak: The Real Hero
- 2001: Love You Hamesha
- 2002: The Legend of Bhagat Singh
- 2002: Saathiya – Sehnsucht nach dir (Saathiya)
- 2003: Wächter über Himmel und Erde (Tian Di Ying Xiong)
- 2003: Tehzeeb
- 2003: Boys
- 2004: Meenaxi
- 2004: Lakeer
- 2004: Aayutha Ezhuthu
- 2004: Yuva
- 2004: Dil Ne Jise Apna Kaha – Was das Herz sein Eigen nennt (Dil Ne Jise Apna Kahaa)
- 2004: Swades – Heimat (Swades)
- 2005: Kisna – Im Feuer der Liebe (Kisna: The Warrior Poet)
- 2005: Bose
- 2005: The Rising – Aufstand der Helden (Mangal Pandey: The Rising)
- 2005: Water
- 2005: Anbe Aaruyire
- 2006: Sillunnu Oru Kadhal
- 2006: Varalaaru – The History of the Godfather (Varalaaru)
- 2006: Rang De Basanti – Die Farbe Safran (Rang De Basanti)
- 2006: Provoked: A True Story
- 2007: Lajjo
- 2007: Guru
- 2007: Sivaji: The Boss (Savaji)
- 2007: Azhagiya Tamizh Magan
- 2007: Elizabeth – Das goldene Königreich (Elizabeth: The Golden Age) zusammen mit Craig Armstrong
- 2008: Jodhaa Akbar
- 2008: Du liebst mich, du liebst mich nicht (Jaane Tu… Ya Jaane Na)
- 2008: Sakkarakatti
- 2009: Slumdog Millionär (Slumdog Millionaire)
- 2009: Delhi-6
- 2009: All Inclusive (Couples Retreat)
- 2010: Vinnaithaandi Varuvaaya
- 2010: Raavanan
- 2010: Endhiran
- 2010: 127 Hours
- 2013: Kadal
- 2014: Highway
- 2014: Kochadaiiyaan
- 2014: Madame Mallory und der Duft von Curry (The Hundred-Foot Journey)
- 2015: I
- 2017: Mersal
- 2017: Viceroy’s House
- 2018: Sarkar
- 2018: 2.0
- 2019: Blinded by the Light
- 2019: Bigil

### Gesang
A. R. Rahman singt mitunter auch selbst, z. B. bei folgenden Liedern:
- Dil Se Re – Von ganzem Herzen O.S.T.
- Mera Yaar Mila De – Saathiya – Sehnsucht nach dir O.S.T.
- Yeh Jo Des Hai Tera – Swades – Heimat O.S.T.
- Roobaroo – Rang De Basanti – Die Farbe Safran O.S.T.
- New York Nagaram feat. Kyen – Sillunu Oru Kadhal O.S.T.
- Athiradee – Sivaji: The Boss O.S.T.
- Ellaappugazhum – Azhagiya Tamil Magan O.S.T.
- Khwaja Mere Khwaja – Jodhaa Akbar O.S.T.
- Marudaani – Sakkarakatti O.S.T.
- O… Saya (mit M.I.A.) – Slumdog Millionaire O.S.T.
- We are the World 25
- Maahi Ve – Highway
- Patakha Guddi – Highway